# Гришкове (заказник)
Гри́шкове — ботанічний заказник місцевого значення в Україні. Об'єкт природно-заповідного фонду Харківської області. 
Розташований у межах Богодухівського району Харківської області, на захід від села Крамарівка і на південь від села Гришкове. 
Площа — 30 га. Статус присвоєно згідно з рішенням облради від 21.03.1995 року. Перебуває у віданні: СТОВ «Нива». 
Статус присвоєно для збереження природного комплексу в заплаві річки Коломак. Наявні різні типи боліт на торфових ґрунтах: лісових, чагарникових, високотравних, осокових і справжніх луків. Зростають рідкісні угруповання, занесені у Зелені списки Харківщини: зозулинцево-злаково-осоковий, оман високий, родовик лікарський. У складі флори: зозулинець болотний (Червона книга України) та 6 видів із Червоних списків Харківщини.